# Datation par racémisation des acides aminés
La datation par racémisation des acides aminés est une technique de datation des organismes fossiles qui exploite l’évolution spontanée de la chiralité de certains acides aminés. Diverses sciences ont recours à cette technique : paléobiologie, archéologie, taphonomie…

## Principe
En biochimie, les acides aminés sont classés selon leur analogie par rapport aux énantiomères du glycéraldéhyde. Par un processus encore mal compris, les acides aminés sont tous conservés dans une configuration analogue à l’énantiomère lévogyre du glycéraldéhyde. Cependant, lors de la mort de la cellule, le mécanisme de contrôle de la chiralité s’évanouit et laisse place à la racémisation des molécules : la proportion des acides aminés en configuration lévogyre ou dextrogyre s’équilibre et leur proportion fournit l'époque de la mort de l’organisme étudié.

## Portée
Cette technique est en principe utilisée pour réaliser une datation relative, mais si certaines données ont été réunies en un référentiel, une datation absolue est possible. Selon la température du site, qui influe sur la racémisation, les résultats peuvent être fiables entre 200 000 (~20 °C) et 10 millions d’années (~−10 °C)